# Pæregård
Die Dolmen und Grabhügel von Pæregård liegen auf dem namengebenden Hof südwestlich von Tranekær auf der dänischen Insel Langeland. Die Dolmen stammen aus der Jungsteinzeit etwa 3500–2800 v. Chr. und sind Megalithanlagen der Trichterbecherkultur (TBK). Neolithische Monumente sind Ausdruck der Kultur und Ideologie neolithischer Gesellschaften. Ihre Entstehung und Funktion gelten als Kennzeichen der sozialen Entwicklung.

## Die Dolmen
Der Langhügel der Dolmen (dänisch Langdysse) liegt auf einem Feld an der westlichen Steilküste. Das Hünenbett der drei quer liegenden Rechteckdolmen ist etwa 36,0 × 8,0 m groß und NNO-SSW orientiert. 45 Randsteine, etwa die Hälfte der ursprünglichen Anzahl, sind erhalten. Alle stehen mit ihrer flachen Seite nach außen, im Übrigen sind sie mit etwa einen Meter Höhe für dänische Megalithanlagen in Langbetten (vergleiche Ganggrab vom Myrebjerg) ungewöhnlich groß, zumal sie an den Hügelenden noch größer sind. Die drei querliegenden Kammern, alle mit Gang nach Osten, liegen im südlichen Teil des Hünenbettes, sind etwas gestört und haben keine Decksteine.
- Die Südkammer, aus fünf Tragsteinen gesetzt, misst etwa 2,0 × 1,0 m. Im Zugang liegt ein großer Schwellenstein. Vom Gang existiert nur noch ein Tragsteinpaar.
- Die mittlere Kammer ist nahezu vollständig zerstört. Erhalten sind der Schwellenstein und zwei Trägersteine des Ganges.
- Die Nordkammer, ist etwas größer als 2,0 × 1,0 m, und besteht aus 5 Tragsteinen – dazwischen gut erhaltenes Trockenmauerwerk, einem Schwellenstein im Zugang und einem Tragsteinpaar vom Gang.

In den 1951 ausgegrabenen Kammern fand man Skelettteile und zerscherbte Tongefäße sowie Gegenstände aus Bernstein, Feuerstein und Knochen, aus der Jungsteinzeit.
In der nördlichen Kammer lag zudem das Skelett einer jungen Frau, vermutlich aus der Dolchzeit. Vor den Gangöffnungen fand man eine Scherbenschicht, die vermutlich daher rührt, dass man Tongefäße als Opfergaben auf die Randsteine stellte.

## In der Nähe
Etwa 900 m entfernt, am südlichen Rand des Waldes liegen auf beiden Seiten der Straße drei Grabhügel. Am weitesten westlich lag ein Hünenbett mit Dolmen, von dem man nur weiß, dass er im 19. Jahrhundert zerstört wurde. Man erkennt nur noch eine Erhebung am Waldrand mit einem einzigen großen Randstein. Weiter östlich liegt ein zerstörter Hügel, dessen Alter und Art ungewiss sind.
Direkt neben dem Waldweg, liegt ein verfallener Dolmen im Rundhügel mit vollständig zerstörter Kammer. Keiner dieser drei Hügel wurde untersucht.
In der Nähe liegen der Ringelhøj im Snavewald (ein gestörtes Hünenbett), die Megalithanlagen am Ravnebjerg Skov und die Hünenbetten von Frellesvig.